# Голям пожар в Константинопол (475)
Големият пожар в Константинопол се разгаря през 475 година, в началото на управлението на император Флавий Василиск.
Пожарът изпепелява половината град, включително голямата библиотека, построена от император Юлиан.